# Milagros Mata Gil
Milagros Mata Gil (Caracas, 17 de abril de 1951 - El Tigre, 7 de julio de 2023) fue una novelista y ensayista venezolana. Se destacó como profesora de castellano, literatura y latín en El Instituto Pedagógico de Caracas. Asimismo, fue investigadora en el área de literatura venezolana y, desde 2011 hasta su muerte, fue miembro de la Academia Venezolana de la Lengua Española. Se le reconoce, en principio, por sus novelas y ensayos, así como también por ser la autora del himno del municipio Heres del Estado Bolívar.

## Biografía

### Infancia
Pasó gran parte de su infancia en Ciudad Bolívar y empezó a escribir desde muy joven. Se considera a sí misma como «una extensión de la herencia guayanesa».
El periodista y escritor José Pulido señala:

«Desde niña, Milagros Mata Gil leía. Se ensimismaba en Sor Juana Inés de la Cruz, San Juan de la Cruz y Teresa de Ávila. Luego leía completa la Biblia y más después leyó a Faulkner, Kafka, Virginia Woolf. Leyó página a página el Ulises de James Joyce. Cuando se dice que Milagros leía no es que lo hacía a vuelo de pájaro: es que ella ejercía la lectura como todo lo que emprende: hasta toparse con el hueso».

Asimismo, Gil, le comentó a José Pulido aquello que determinó su infancia para seguir el camino de la escritura:

«No podría decirlo con exactitud. Tal vez el gusto casi obsesivo por leer, estimulado, además, por mi tío y padrino Manuel Gil. En algún momento, a los siete, ocho años, sentí la necesidad de escribir lo que había en mi entorno. Empecé con unas coplas y luego supe que por ahí no era. Las monjas de mi escuela nos ponían como tarea hacer «temas de composición» y eran muy severas en cuanto a las normas de ortografía y redacción. Supongo que todo eso confluyó naturalmente en mi acercamiento al periodismo, en mis tempranos trece años, y allí encontré un guía en Américo Fernández, quien entonces trabajaba paralelamente en El Nacional y El Bolivarense, allá en Angostura».

### Carrera

#### Inicios
Empezó a escribir en algunos periódicos de la Ciudad Bolívar como «El Bolivarense» y «El Expreso». Por otra parte, también trabajó en El Tigre alrededor de los setenta en el diario «Antorcha». Durante los años noventa vivió una temporada México, Francia e Irlanda y finalmente retornó a Ciudad Bolívar. Por otra parte, viajó para dar conferencias sobre literatura venezolana en Estados Unidos, Francia y España. También trabajó como docente de postgrado en la Maestría en Literatura Hispanoamericana de la Universidad Pedagógica Experimental Libertador (UPEL)-Pedagógico de Maturín y en la organización del Centro de Estudios Literarios de la Universidad Nacional Experimental de Guayana (UNEG) con su pareja, Néstor Rojas, y el escritor Juan Guerrero. Asimismo, formó parte de la de la Coordinación de Investigación y Postgrado de la UNEG desde 1997 hasta 1999. Más adelante, junto al poeta Néstor Rojas, fundó en El Tigre el Centro de Actividades Literarias (CAL) y del Fondo Editorial.
En un artículo realizado por La Universidad de Los Andes, la autora explicó la manera en que se encamina a ser una escritora:

«En el año ochenta y cuatro tuve lo que llama Jung la crisis de los treinta años. Y entonces se me planteó la disyuntiva de seguir siendo una docente de Educación Media, una periodista muy activa y aventurera, un ama de casa con una condición socio-económica estable, o decidirme a asumir la literatura como oficio. A partir de esa crisis, abandoné todo lo demás y, después de un tiempo de pruebas, me encaminé hacia la escritura como oficio, como sacerdocio, como fe, como trabajo lógico, como realidad»

### Detención
El 31 de marzo de 2021, Milagros Mata Gil y el poeta Juan Manuel Muñoz, conocido como Moriche, fueron detenidos por una comisión de las Fuerzas de Acciones Especiales (FAES), presuntamente por la publicación del texto titulado "Fiesta Mortal", referido a una boda a la cual habría asistido Tarek William Saab, a pesar de las restricciones por la pandemia de coronavirus. La escritora denunció en Twitter que serían detenidos hasta el día siguiente y que serían presentados en tribunales por el cargo de "incitación al odio". El abogado Gonzalo Himiob, del Foro Penal, declaró que tanto Mata como Muñoz no pueden ser recluidos en ningún centro penitenciario por su edad, y que en cualquier caso estarían sujetos a medidas cautelares o arresto domiciliario.
Mata Gil escribió en su cuenta de Facebook, horas antes de ser detenida: "Aviso a los amigos: informo que me anda buscando una comisión del Conas Faes. Cinco hombres armados. Como yo no estaba, dijeron que volverían a las 4 pm. Como no he hecho nada, no tengo idea de qué se trata. Para que sepan. Detuvieron a Juan Manuel Muñoz (Moriche)”.
Fue liberada el 1 de abril de 2021.

## Escritura

### Estilo
Poseía un bagaje de conocimientos e instrucción y práctica que se pueden percibir en sus novelas y cuentos. Sin duda alguna resulta una precursora de la literatura femenina en Venezuela y su obra está plagada de artefactos literarios muy interesantes. Según varias entrevistas y un detallado artículo de La Universidad de Los Andes, la autora entiende su narrativa:
«Como un proceso creativo. Para ella, todo trabajo literario, se exprese este en poesía, ensayo o narrativa tiene que basarse en un conjunto coherente que combine cosmovisión, infraestructura técnica, objetivos e instinto escritural».
En tal sentido, Gil entendía su obra como la combinación de varios elementos que ha ido adoptando, así como también una construcción consciente que parte desde cierta visión filosófica y el impulso de escribir que siempre ha tenido. De esta manera, se sitúa ante su obra como un espejo o testigo de la misma, por lo cual parte de su experiencia de vida y espiritualidad se ven reflejadas.

### Temática
Entre la temática recurrente de la autora se presencia la espiritualidad, la paz, la religión y la memoria. De esta forma expresa su necesidad de un discurso cristiano, que genere paz y en cierta medida amor. Sin embargo, la autora es consciente de que muchas veces el entorno tiende a modificar este discurso, ya que, como venezolana, que lucha por la democracia, enuncia en sus textos, blogs y artículos las circunstancias actuales de su país. Sobre esto, la escritora comenta:

«Lamentablemente, estamos inmersos en este momento histórico y en este país, en una guerra (no metafórica, ni metonímica) real contra elementos que pretenden transformaciones impuestas, transformaciones que no apuntan hacia una mayor calidad de vida, sino hacia cualquier desastre generado por la condición de imposición».

En sus novelas se puede presenciar un factor clave que resulta muy importante, ya que la diversifica de otros escritores. La autora retoma el proyecto de la recuperación literaria de la región de los Llanos orientales y Guayana. Así mismo, su activismo político no es lo único a lo que se adhiere la escritora, esta también busca resaltar en su discurso  las dificultades que una mujer pude tener para escribir una obra. Por esta razón, la autora, que un principio puede ser percibida como religiosa, pero realmente, toca temas controversiales y complejos con la idea de quebrar en cierta medida aquello que genera inquietud, inestabilidad y diferencias, alentando así al cambio para encontrar el camino a la paz.
En Memorias de una antigua primavera (1989) la temática gira en torno a la explotación petrolera. Además de abarcar un tema interesante y poco trabajado, Mata Gil, logra introducir la polifonía de voces y ruptura gracias a las integraciones intertextuales. De esta manera, logra dar cuenta de la voz del pueblo y trayendo en su proceso de escritura el artefacto memorístico, carácter común en su escritura, que consigue a partir de las palabras construir un universo.
Por otra parte, la temática en el relato Mata El Caracol (1990) difiere bastante al tema político, siendo las relaciones familiares la temática dominante. A lo largo de la historia se puede presenciar la forma en que la figura paterna se impone ante sus hijas, las cuales son castradas y sometidas por el mismo. De esta forma, Gil representa su percepción de la figura masculina en muchas sociedades y las injusticias que surgen por ese constructo socialmente aceptado.

## Obras

### Libros de ensayo[9]
- Héroes y tumbas en Armas Alfonzo
- La Cuenca del Unare según Alfredo Armas Alfonzo
- La rebelión de las ficciones
- El pregón mercadero (relaciones entre crítica literaria y mercado editorial en América Latina)
- Ensayos diversos, Sobre una ciudad campamento (In Loco Remoto)
- Una reflexión sobre el espacio en la novela venezolana
- Los signos de la trama
- El Orinoco es una identidad; Balza: el cuerpo fluvial
- Tiempo y muerte en Alfredo Armas Alfonzo y José Balza
- Elipse sobre una ciudad sin nombres

### Novelas[9]
- La casa en llamas (1986)
- Memorias de una antigua primavera (1989)
- Mata El Caracol (1990)
- El diario íntimo de Francisca Malabar (1992)
- El caso del Pastor Acosado (2019)

## Premios[10]
- 1986 - premio Fernando Pessoa.
- 1986 - premio Casa de Cultura de Maracay.
- 1987 - premio Narrativa de Fundarte.
- 1988 - premio Miguel Otero Silva Editorial Planeta.
- 1988 - premio Cuento Juan Rulfo.
- 1988 - premio el Internacional Novedades- Diana México.
- 1995 - premio de novela de la III Bienal de la Literatura Mariano Picón Salas